# Marko Prljević
Marko Prljević (in serbo Марко Прљевић?; Užice, 2 agosto 1988) è un calciatore serbo, difensore dello Sloboda Donji Tovarnik.

## Carriera

### Club
Ha giocato nella massima serie dei campionati serbo, bosniaco ed armeno.